# Etxalar
Etxalar település Spanyolországban, Navarra autonóm közösségben. Etxalar Baztan, Bertizarana, Sunbilla, Igantzi, Lesaka, Bera és Sare községekkel határos. Lakosainak száma 814 fő (2024).

## Népesség
A település népessége az elmúlt években az alábbi módon változott:
| Lakosok száma | 793  | 803  | 801  | 823  | 818  | 819  | 808  | 813  | 830  | 814  |
|               | 2001 | 2004 | 2007 | 2009 | 2012 | 2014 | 2017 | 2019 | 2022 | 2024 |